# 日本統計学会
一般社団法人日本統計学会（にほんとうけいがっかい、英語: The Japan Statistical Society）は、統計学、確率過程論を研究、活用する、学者、研究者・専門家・院生を対象とした学術組織である。

## 概要
1931年（昭和6年）創設。学会大会は、統計関連学会とともに、年に一回9月頃行われる。2016年5月時点での正会員数は、1,493名。
日本学術会議の日本学術会議協力学術研究団体である。日本経済学会連合の一員でもある。
現会長は赤平昌文（筑波大学）。

## 歴代会長・理事長

### 歴代会長
- 1 高野岩三郎 1948年4月	～ 1949年4月5日
- (臨時会長代理) 藤本幸太郎 1949年4月 ～ 1949年11月3日
- 2 藤本幸太郎 1949年11月4日 ～ 1952年12月
- 3 大内兵衛	1953年1月 ～ 1956年12月
- 4 有澤廣己	1957年1月 ～ 1960年12月
- 5 中山伊知郎 1961年1月 ～ 1962年12月
- 6 佐藤良一郎 1963年1月 ～ 1964年12月
- 7 寺尾琢磨 1965年1月 ～ 1966年12月
- 8 森田優三 1967年1月 ～ 1968年12月
- 9 川上理一	1969年1月 ～ 1970年12月
- 10 伊大知良太郎 1971年1月 ～ 1972年12月
- 11 松下嘉米男 1973年1月 ～	1974年12月
- 12 山田勇 1975年1月 ～ 1976年12月
- 13 山本純恭 1977年1月 ～ 1978年12月
- 14 米沢治文 1979年1月 ～ 1980年12月
- 15 小川潤次郎 1981年1月 ～	1982年12月
- 16 鈴木諒一 1983年1月 ～ 1984年12月
- 17 林知己夫 1985年1月 ～ 1986年12月
- 18 中村隆英 1987年1月 ～ 1988年12月
- 19 赤池弘次 1989年1月 ～ 1990年12月
- 20 竹内清 1991年1月 ～ 1992年12月
- 21 塩谷實 1993年1月 ～ 1994年12月
- 22 竹内啓 1995年1月 ～ 1996年12月
- 23 杉浦成昭 1997年1月 ～ 1998年12月
- 24 三浦由己 1999年1月 ～ 2000年12月
- 25 杉山高一 2001年1月 ～ 2002年12月
- 26 藤越康祝 2003年1月 ～ 2004年12月
- 27 山本拓 2005年1月 ～ 2006年12月
- 28 北川源四郎 2007年1月 ～2008年12月
- 29 美添泰人 2009年1月 ～ 2011年3月31日
- 30 竹村彰通 2011年4月1日 ～ 2013年6月15日
- 31 国友直人 2013年6月15日 ～ 2015年6月13日
- 32 岩崎学 2015年6月13日 ～2017年6月10日
- 33 赤平昌文 2017年6月10日 ～2019年6月8日
- 34 川崎茂 2019年6月8日 ～ 2021年6月12日
- 35 樋口知之 2021年6月12日 ～ 2023年5月27日
- 36 照井伸彦 2023年5月27日 ～

### 歴代理事長
1. 鈴木雪夫	1972年8月 ～ 1974年7月
2. 西平重喜	1974年8月 ～ 1978年7月(2期)
3. 江見康一	1978年8月 ～ 1980年9月
4. 藤井光昭	1980年10月 ～ 1984年7月(2期)
5. 杉浦成昭	1984年8月 ～ 1986年7月
6. 佐和隆光	1986年8月 ～ 1988年7月
7. 早川毅 1988年8月	～ 1990年7月
8. 松田芳郎	1990年8月 ～ 1992年7月
9. 藤越康祝	1992年8月 ～ 1994年7月
10. 美添泰人 1994年8月 ～ 1996年9月
11. 山本拓 1996年10月 ～ 1998年7月
12. 杉山高一 1998年8月 ～ 2000年7月
13. 小西貞則 2000年8月 ～ 2002年9月9日
14. 国友直人 2002年9月10日 ～ 2004年9月24日
15. 竹村彰通 2004年9月25日 ～ 2006年9月5日
16. 田中勝人 2006年9月6日 ～ 2008年9月7日
17. 岩崎学 2008年9月8日 ～ 2013年6月15日(2期)
18. 鎌倉稔成 2013年6月15日 ～ 2015年6月13日
19. 中野純司 2015年6月13日 ～ 2017年6月10日
20. 西郷浩 2017年6月10日 ～ 2019年6月8日
21. 山下智志 2019年6月8日 ～ 2021年6月12日
22. 大森裕浩 2021年6月12日 ～ 2023年5月27日
23. 川崎能典 2023年5月27日 ～

## 統計関連学会
- 応用統計学会
- 日本計算機統計学会
- 日本計量生物学会
- 日本行動計量学会
- 日本分類学会